# Double Play

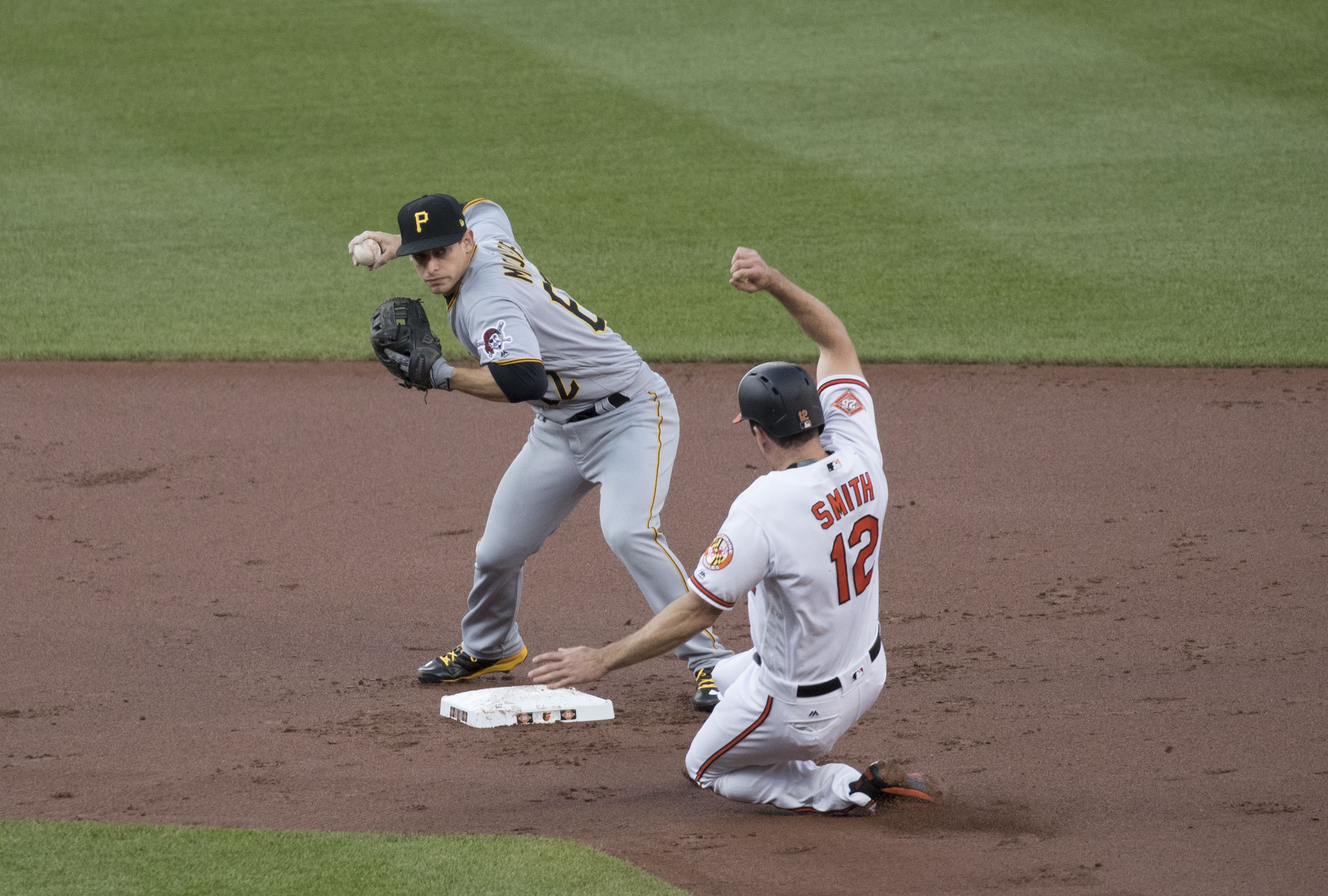
Nachdem er die zweite Base betreten hat, wirft Pittsburgh-Pirates-Infielder Max Moroff zur ersten Base, um ein Double Play zu vollenden, während Baltimore-Orioles-Baserunner Seth Smith auf die Base rutscht.

Double Play ist ein Fachausdruck beim Baseball, der den Vorgang beschreibt, bei dem es der Defensivmannschaft gelingt, zwei Angreifer in einem einzigen Spielzug mit einem Out aus dem Spiel zu nehmen. Mit einem Double Play kann die Defensivmannschaft eine zunächst für die Offensive vielversprechende Spielsituation sehr schnell zu ihren Gunsten drehen. Ein Double Play wird im Baseball auch als turning two, twin killing oder aus offensichtlichen Gründen als pitcher's best friend bezeichnet.

## Arten des Double Play

### Force Double Plays
Die häufigste Art von Double Plays beginnt mit mindestens einem Läufer (Runner) auf Base, der sich in einer Force-Situation befindet. Das bedeutet durch einen geschlagenen Ball, der den Boden berührt, verliert dieser Läufer das Anrecht auf sein momentanes Base, weil er das durch ihn besetzte Base für den vom vorangehenden Base nachrückenden Läufer freimachen muss. Er muss in dieser Situation auf alle Fälle das nächste Base anlaufen, unabhängig von den Chancen dieses Base sicher erreichen zu können. Nachdem die Verteidiger den geschlagenen Ball unter Kontrolle gebracht haben (im Handschuh oder der Hand), müssen sie in einer solchen Situation das anzulaufende Base nur berühren, um dem Läufer ein Out beizubringen. Bei einem hart geschlagenen Ball ist anschließend noch genügend Zeit, den Schlagmann (Batter) am vorherigen Base auszumachen, womit zwei Läufer Out sind und das Double Play vollendet ist. 
Die überwiegende Mehrzahl aller Doubleplays wird am zweiten und ersten Base gespielt. Dabei nimmt ein Middle Infielder (Shortstop oder Second Baseman) den flach geschlagenen, vornehmlich am Boden rollenden Ball (ground ball) des Batters auf und wirft ihn zu seinem Partner, der das zweite Base abdeckt. Aufgrund der Force-Play Situation muss der Fielder das Base nur kurz berühren, wodurch der zu diesem Base laufende Läufer aus dem Spiel genommen ist. Er kann jetzt sofort zum ersten Base weiter werfen, wodurch  auch der Schlagmann Out ist, vorausgesetzt der Ball erreicht das Base vor dem dorthin laufenden Schlagmann. Wenn der Shortstop den Ball aufnimmt und ihn zum Second Baseman wirft, spricht man auch vom „6-4-3 Double Play“. Die Nummern beziehen sich auf die Positionen der Verteidiger. In diesem Fall Shortstop (6), Second Baseman (4) und First Baseman (3). Dementsprechend ist das Aufnehmen des Balles durch den Second Baseman mit anschließendem Wurf zum Shortstop ein „4-6-3 Double Play“. Den Spieler, der das erste Aus eines Doubleplays erzielt und den Ball anschließend weiterwirft, nennt man auch pivot man (von to pivot=sich drehen).
Etwas seltener, aber trotzdem häufig zu sehen ist ein „5-4-3 Double Play“, sprich die Ballaufnahme durch den Third Baseman (5) und den folgenden Wurf zum Second Baseman (4), welcher wiederum zum First Baseman (3) wirft; dies nennt man auch around the horn Doubleplay. Ebenfalls möglich ist ein Double Play nach einem Schlag zurück zum Pitcher (1). Dann handelt es sich entweder um ein „1-6-3 Double Play“ oder, deutlich seltener, um ein „1-4-3 Double Play“, je nachdem ob der Shortstop oder der Second Baseman an der zweiten Base wartet. Üblicherweise wird in dieser Situation der Shortstop der pivot man sein, da seine natürliche Bewegungsrichtung zum zweiten Base einen erheblich einfacheren Wurf ans erste Base erlaubt als es beim Second Baseman der Fall ist.
Ebenfalls üblich sind „6-3“ oder „4-3 Double Plays“: hier wird der Ball vom Middle Infielder in unmittelbarer Nähe zum zweiten Base aufgenommen, so dass ein paar schnelle Schritte ans Base ausreichen, um das erste Aus selbst zu erzielen. In seltenen Fällen kann der Second Baseman den vorbeilaufenden Runner auch am Körper berühren und anschließend das Double Play mit dem Wurf zum ersten Base vollenden.
Das „3-6-3 Double Play“ ist möglich, wenn der First Baseman den Ball aufnimmt und ihn zum Shortstop an der zweiten Base wirft. Dieser macht den Runner aus und wirft zurück zur ersten Base. Eine Variante dazu ist das „3-6-1 Double Play“ bei dem der Pitcher die erste Base abdeckt, weil es der First Baseman nicht mehr rechtzeitig zum Base zurückschaffen kann. Sehr selten kommt es zu einem „3-6-4 Double Play“, wenn der Second Baseman die erste Base absichert, beispielsweise in einer Bunt-Situation.
Mit mehreren Runnern auf Base wird die Defensive meist versuchen, das erste Aus gegen den am weitesten avancierten Runner zu spielen, da er seinem Ziel, einen Run zu erzielen, schon am nächsten gekommen ist. Das zweite Aus wird fast ausschließlich am ersten Base gegen den Schlagmann versucht, obwohl es noch Läufer gibt, die weiter auf den Bases avanciert sind als der Batter. Dies liegt daran, dass der Schlagmann nach seinem Schwung erst aus dem Stand loslaufen muss, er also deutlich länger zum ersten Base braucht als die Läufer auf den Bases, die sich schon ein paar Schritte vom Base gelöst haben (lead, secondary lead) und sofort nach dem Schlag loslaufen können. Einzige Ausnahme ist der Fall, wenn der First Baseman nach der Aufnahme des geschlagenen Balles sehr nahe am ersten Base steht. Nun kann er sich auch dazu entscheiden, zuerst den Batter aus zu machen und erst anschließend zum zweiten Base zu werfen. Diese Art nennt man ein reverse force doubleplay, da die sonst übliche Spielrichtung umgekehrt wird. Etwas anspruchsvoller wird das zweite Aus in diesem Fall dadurch, dass durch das Aus des Schlagmannes die Force Situation für den Runner aufgehoben wurde, er also theoretisch auch wieder ans erste Base zurückkehren könnte. Um diesen Runner am zweiten Base aus zu machen, muss ihn der Shortstop (er deckt üblicherweise das Base ab) jetzt am Körper berühren (tag play).
Eher selten sind Force Double Plays bei dem ein Aus am Home Plate erzielt wird. Eine Variante wäre das „3-2-3 Double Play“, welches nur bei voll besetzen Bases (bases loaded) entsteht. Der geschlagene Ball kommt hierbei zum First Baseman, der ihn zum Catcher (2) wirft, um den Runner der von der dritten Base kommt per Out aus dem Spiel zu nehmen. Der Catcher wirft den Ball zurück zum First Baseman, um auch noch den Schlagmann aus dem Spiel zu nehmen. Natürlich kann der Wurf ans Home Plate auch von jedem anderen Infielder, inklusive des Pitchers, kommen. Ist aber schon ein Out im Inning erzielt worden, so werden zumindest die Middle Infielder meist versuchen, das klassische Double Play über das zweite Base zu spielen.

### Non-Force Double Plays
Auch wenn ein Läufer nicht gezwungen ist, das nächste Base zu erlaufen, kann die Defensive zwei Aus in einem Spielzug erzielen. Dabei ist das erste Aus meist ein Fly Out, bei dem der geschlagene Ball aus der Luft gefangen wird, ohne dass er zuvor den Boden berührt. Dies hat zur Folge, dass der Schlagmann sofort aus ist. Wird ein geschlagener Ball aus der Luft gefangen, müssen aber auch alle Läufer zu ihrem ursprünglichen Base zurückkehren beziehungsweise dürfen sich erst jetzt davon lösen. Schafft es nun die Verteidigung, den Ball schneller zum Base zu werfen, zu der ein Runner zurückkehren muss, als der Runner dieses erreichen kann, so ist der Runner aus. Ein Runner kann nach einem Tag Up, also nach erfolgreicher Rückkehr zum Ursprungsbase, auf dem er sich zu Beginn des Schlagversuchs befunden hat, durchaus versuchen, nach dem Fang des Flugballs die nächste Base zu erlaufen. Er kann dabei durch einen Wurf an dieses Base ebenfalls ausgemacht werden. Besonders spektakulär ist es, wenn das Aus gegen den Runner am Home Plate erzielt wird. Nur ein sehr starker Wurf des Outfielders kann in dieser Situation einen Run verhindern und zu einem Double Play führen.
Völlig ohne geschlagenen Ball kommt das strike-'em-out-throw-'em-out Double Play aus. Hierbei ist der Schlagmann nach dem dritten Strike aus während gleichzeitig ein Runner versucht, ein Base zu stehlen. Schafft es der Catcher den potentiellen Basedieb auszuwerfen, so sind auch dies zwei Aus in einem Spielzug.
An einem Double Play sind zumeist mehrere Feldspieler beteiligt. Gelingt es einem einzigen Verteidiger ganz alleine zwei Aus zu erzielen, so nennt man das ein „Unassisted Double Play“. In der Regel passiert dies, wenn ein Line Drive von einem Infielder aus der Luft gefangen wird (erstes Aus) und anschließend ein Runner nicht rechtzeitig zu seinem Ausgangsbase zurückkehren kann (zweites Aus).

## Triple Play
Ein Triple Play bezeichnet einen überaus seltenen Spielzug, bei dem gleich drei Angreifer ausgemacht werden. Meist handelt es sich um ein Around the Horn Double Play mit Force-Outs an der dritten, zweiten und ersten Base. Denkbar sind aber auch viele andere, mehr oder weniger verworrene, Varianten.

## Scoring / Statistik
Aus Scorersicht ist jeder Spielzug bei dem zwei Aus erzielt werden ein Doubleplay. Für die Feldverteidigung als Mannschaft wird ein Double Play (DP) notiert und auch jeder beteiligte Feldspieler erhält neben dem Assist und/oder Putout zusätzlich ein DP. Wegen der vielen verschiedenen möglichen Varianten ist diese Zahl für Spieler aber nur wenig aussagekräftig; höchstens bei Middle Infieldern kann die Anzahl der DP ein Anhaltspunkt für die Güte ihres Feldspiels sein.
Ein Doubleplay darf vom Scorer nicht vorausgesetzt werden: Bekommt beispielsweise ein Infielder einen Groundball nicht sofort unter Kontrolle und schafft "nur" ein Aus, so gilt dies nicht als Feldspielfehler (Error). Dies gilt auch, wenn der pivot man einen ungenauen Wurf zum ersten Base macht. Ist hingegen der Wurf genau genug und auch rechtzeitig, aber der First Baseman kann den fangbaren Wurf nicht unter Kontrolle bringen, so muss ein Error für den First Baseman gescort werden.
Schlägt ein Batter in ein Force Double Play oder in ein Reverse Force Double Play, so wird ihm ein Grounded into Double Play (GiDP) angekreidet. Bei einem Pitcher lassen viele induzierte GiDP vermuten, dass es sich um einen Groundball Pitcher handelt.
Passiert in einem Spielzug zwischen den beiden Outs ein Error so gilt der gesamte Spielzug nicht mehr als Double Play.

## Häufigkeit verschiedener Varianten
Auf 100 „6-4-3 Double Plays“ (31 % aller Force Double Plays) kommen:
- 83 die 4-6-3 gespielt werden (26 %).
- 53 die 5-4-3 gespielt werden (16 %).
- 27 die 6-3 gespielt werden (8,3 %).
- 20 die 1-6-3 gespielt werden (6,2 %).
- 19 die 4-3 gespielt werden (5,8 %).
- 9 die 3-6-3 gespielt werden (2,8 %).
- 5 die 3-6-1 gespielt werden (1,5 %).
- 4 die 1-4-3 gespielt werden (1,2 %).
- 4 die 3-6 gespielt werden (1,2 %).
- 1 das 3-6-4 gespielt wird (0,3 %).